# Steve Stevens
Steve Schneider, mais conhecido como Steve Stevens (Nova Iorque, 5 de maio de 1959), é um guitarrista e compositor americano.
Ele é mais conhecido por tocar para outros artistas (principalmente Billy Idol, Michael Jackson e Vince Neil) e por seus trabalhos solo aclamados pela crítica (Atomic Playboys e Flamenco A Go-Go), colaborações (Bozzio Levin Stevens , também conhecido como Black Light Syndrome).
Em 1987, ele foi aclamado com um Grammy Awards de "Melhor Performance de Pop Instrumental" com a música Top Gun Anthem tema do filme Top Gun - Ases Indomáveis.

## Biografia

### 1966
Steve Stevens aos 7 anos de idade ganha sua primeira guitarra e desde então começa a demonstrar a extrema facilidade com que maneja o instrumento, treinando diariamente. Durante o início da sua adolescência vem a sofrer um grave acidente na mão direita, mas consegue se recuperar, voltando a tocar normalmente.

### 1979
forma sua primeira banda, Fine Malibus. Começa a tocar em clubes e a mostrar sua incrível capacidade e habilidade com a guitarra, usando diversas técnicas e riffs pouco usuais, destacando-se por seu virtuosismo. A banda chega a gravar um álbum, mas não o lança.

### 1982
junta-se a Peter Criss (baterista do Kiss), que estava em carreira solo e grava seu primeiro álbum, como músico convidado. A canção “First Day in the Rain”, do disco Let Me Rock You é de sua autoria, sendo ele o responsável pela guitarra da música.

### 1983
Surge então o grande ápice da sua promissora carreira, quando conhece Billy Idol, por intermédio de um amigo em comum. Entra em estúdio e grava o álbum Billy Idol. O visual diferente de ambos dá certo (Billy Idol seguia o estilo punk enquanto Steve tinha visual totalmente Hard Rock) e é lançado o segundo álbum, em 1983, de nome Rebel Yell. Resulta em enorme sucesso, devido aos hits que emplaca. A banda sai em turnê durante os anos seguintes.

### 1986
O terceiro álbum, Whiplash Smile, é levado às lojas. Nesse mesmo ano Steve se junta a Harold Faltemeyer para compor a música “Top Gun Anthem”, parte integrante da trilha sonora do filme Top Gun - Ases Indomáveis). Com isso, ganha o prêmio Grammy como melhor performance instrumental de Pop Music. Grava também as guitarras da música “Dirty Diana”, do álbum Bad, de Michael Jackson.

### 1988
Billy Idol começa a trilhar por um caminho no qual bases eletrônicas e sintetizadores são usados e isso desagrada Stevens, que acaba por deixar a banda em 1988, exatamente pela divergência de idéias. No ano seguinte forma sua própria banda: Steve Stevens´s Atomic Playboys. Lança um álbum auto intitulado e sai em turnê pela América, promovendo o disco. Na formação estavam Perry McCarty nos vocais, Thommy Price na bateria e Phil Ashley nos teclados, além, é claro, de Stevens fazendo as guitarras, o baixo e ainda assumindo o vocal na música “Womam of 1000 Years”. Na seqüência, a promissora banda encerra suas atividades com apenas um único álbum lançado (muito difícil de ser encontrado no Brasil, somente por encomenda).

### No início da década de 90
Steve realiza diversos trabalhos com variados músicos, dentre os principais destaca-se a união com Michael Moore (ex-Hanoi Rocks), dando origem ao grupo Jerusalem Slim. Até que em 1993 junta-se a Vince Neil (na época ex-vocalista do Mötley Crüe) e grava o brilhante álbum Exposed, atualmente relançado com faixa bônus. Ingressa em turnê pela América e pelo Japão e depois deixa a banda.

### 1994
Volta a trabalhar com Billy Idol para compor a música de nome “Speed”, parte integrante da trilha sonora do filme Velocidade Máxima, álbum que também tem faixas tocadas pelo Kiss e Blues Traveler. Participa também da trilha sonora do filme Ace Ventura: Pet Detective, cujo ator principal é Jim Carrey, e mais tarde do álbum em homenagem ao guitarrista Stevie Ray Vaughan.

### 1997
Cria um projeto de realização de músicas instrumentais com Terry Bozzio e Tony Levin, chamado de Bozzio-Levin-Stevens. Dois álbuns são lançados: Black Light Syndrome (1997) e Situation Dangeours (2000). Nessa mesma época realiza alguns trabalhos com Kyosuke Himuro, ficando bastante conhecido e respeitado no Japão, em razão da turnê ao lado do músico japonês.

### 1999
Em função da uma grande paixão pela música flamenca, Stevens lança em 1999 o álbum Flamenco a Go-Go, onde fica claramente demonstrado todo o seu talento e versatilidade, em 10 faixas de deixar qualquer um impressionado, incluindo a música “Dementia”, gravada ao vivo no Yokohama Stadium (com direito ao clipe da apresentação, na versão faixa bônus para computador).

### 2000
Após 12 anos do fim de sua parceria com Billy Idol, em meados de 2000, Steve volta a se encontrar com seu parceiro de composições e shows, o que resulta no muito bem executado álbum VH1 Storytellers, gravado ao vivo. É também lançado o DVD do show, onde percebe-se facilmente que, mesmo após anos de distância, ambos continuam a formar a incrível dupla de tanto sucesso alcançado na década de 80.
Na verdade, Steve Stevens consegue cativar qualquer fã de guitarra, destacando-se não somente pelos riffs incríveis e extremamente rápidos, mas mostrando também muita competência na execução de composições mais lentas para trilhas sonoras, bem como sendo muito versátil para utilizar o ritmo flamenco em suas músicas. 

## Discografia

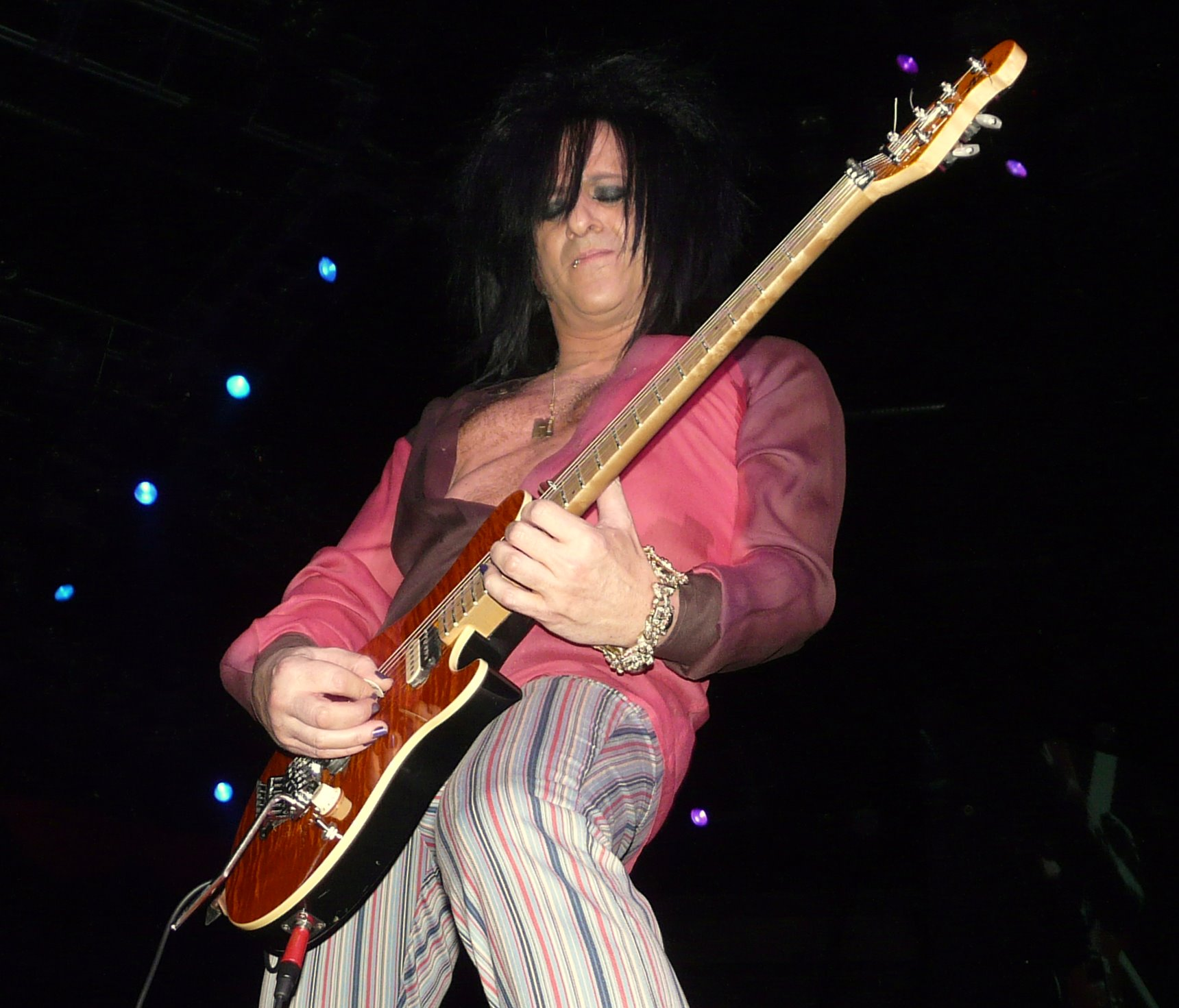
Stevens em 2008 durante show de Billy Idol

### Solo
- 1986 The Guitar World According To Steve Stevens
- 1989 Atomic Playboys
- 1994 Akai Guitar Sample Collection
- 1999 Flamenco A Go Go
- 2008 Memory Crash

### Billy Idol
- 1982 Billy Idol
- 1983 Rebel Yell
- 1986 Whiplash Smile
- 1987 Vital Idol
- 1988 Idol Songs: 11 of the Best
- 2001 VH1 Storytellers
- 2002 Behind The Music
- 2005 Devil's Playground

### Bozzio Levin Stevens
- 1997 Black Light Syndrome
- 2000 Situation Dangerous

### Outros
- 1982 Peter Criss - Let Me Rock You
- 1986 Ric Ocasek - This Side of Paradise
- 1986 Harold Faltermeyer & Steve Stevens - Top Gun Anthem
- 1987 Thompson Twins - Here's to Future Days
- 1987 The System - Don't Disturb This Groove
- 1987 Michael Jackson - "Dirty Diana"
- 1988 Joni Mitchell - Chalk Mark In A Rain Storm
- 1990 Robert Palmer - Don't explain
- 1991 McQueen Street - Mcqueen street
- 1992 Jerusalem Slim - Jerusalem slim
- 1993 Vince Neil - Exposed
- 1996 Steve Lukather - Lukather
- 1997 Angelica - Angelica
- 1998 - Merry Axemas, Vol. 2: More Guitars for Christmas - Do You Hear What I Hear
- 1998 Vas - Offerings
- 1998 Nicky Gebhard & Gee Fresh - No cry, Just music
- 1998 Kyosuke Himuro - Beat Haze Odyssey
- 1999 The Outpatience - Anxious Disease
- 2000 Gregg Bissonette - Submarine
- 2000 Andy - And My Heart
- 2000 Chris Squire & Billy Sherwood - Conspiracy
- 2000 Juno Reactor - Shango
- 2001 Adam Bomb - New York Times
- 2001 Simon Shaheen - Blue Flame
- 2001 New Morty Show - Mortyfied!
- 2001 Faudel - Samra
- 2004 Jizzy Pearl - Just A Boy
- 2004 Derek Sherinian - Mythology
- 2005 Queen V - Queen v

### Participação em Outros Projetos
- 1998 - Merry Axemas, Vol. 2: More Guitars for Christmas - canção Do You Hear What I Hear

## Ver Também
- Top Gun Anthem